# Point Roberts
Point Roberts ist ein Census-designated place im Whatcom County des US-Bundesstaats Washington. Obwohl die Siedlung gemeindefrei ist, verfügt sie über ein Postamt mit dem ZIP-Code 98281; im Jahr 2020 hatte das mit diesem ZIP-Code verbundene Gebiet 1191 Einwohner.

## Geographie

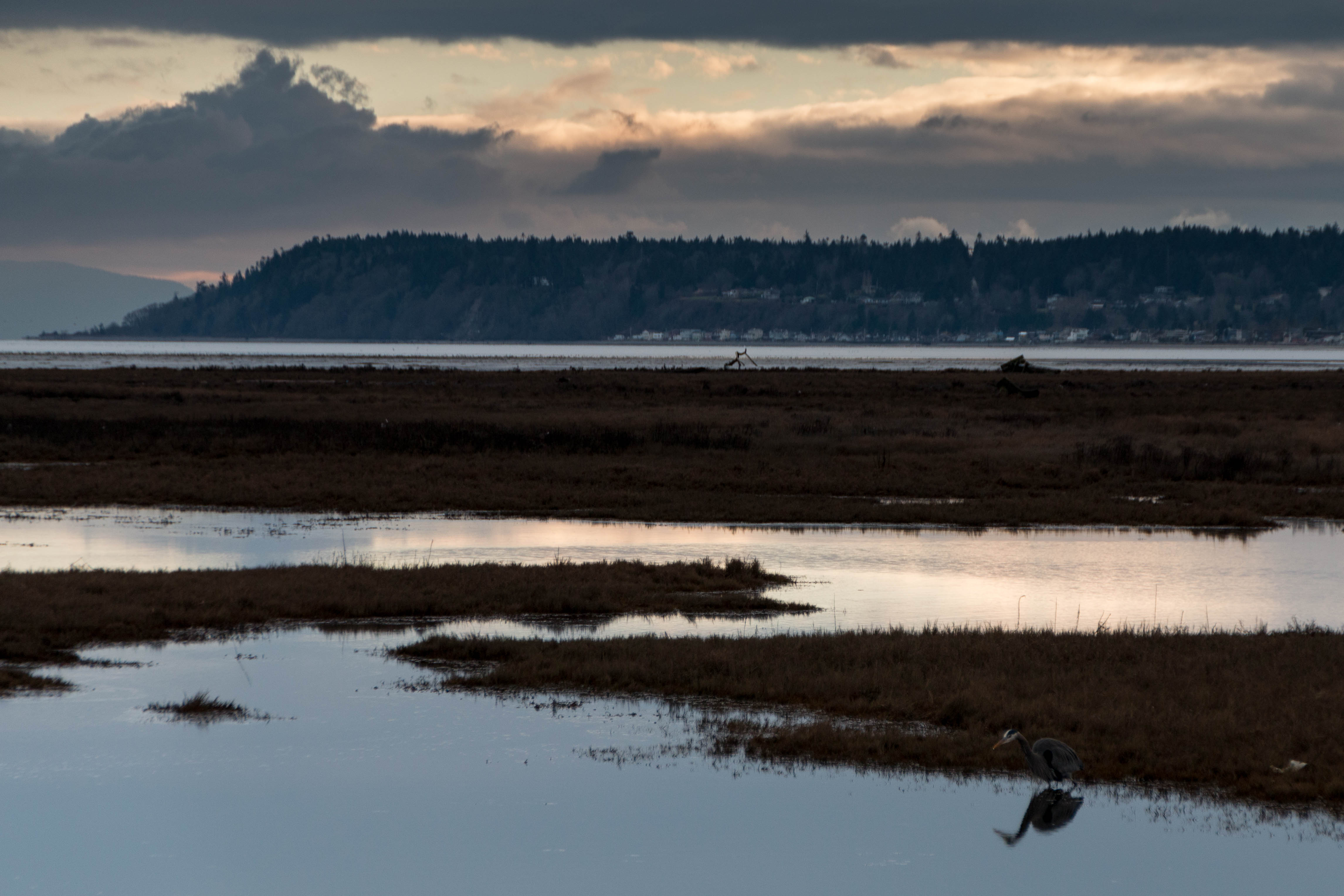
Lily Point, die Südostspitze der Halbinsel, von Norden aus Kanada gesehen

Point Roberts ist eine von vier Exklaven (siehe auch Northwest Angle) der zusammenhängenden Bundesstaaten, die vom Rest der Vereinigten Staaten auf dem Landweg nur durch Kanada oder per Schiff erreichbar sind. Dies hängt damit zusammen, dass Point Roberts im südlichsten Teil der Tsawwassen Peninsula liegt, südlich der geographischen Breite von 49°. Der Breitenkreis dieser Breite bildet – mit Ausnahme von Vancouver Island – die Grenze zwischen Kanada und den Vereinigten Staaten vom Pazifischen Ozean bis zum Lake of the Woods in Minnesota und Manitoba. Benannt wurde die Halbinsel 1792 von George Vancouver, der damit einen Freund namens Henry Roberts ehrte.
Point Roberts befindet sich rund 35 Kilometer südlich des Zentrums von Vancouver, British Columbia. Das Gebiet grenzt in British Columbia an Delta. Die Boundary Bay liegt östlich von Point Roberts, und im Süden und Westen liegt die Strait of Georgia.
Die Grenze quer über die Halbinsel ist vier Kilometer lang. Der amerikanische Teil der Halbinsel ist keine dreieinhalb Kilometer lang. Die Fläche beträgt 12,65 km². Der höchste Punkt von Point Roberts erreicht eine Höhe von 235 Fuß (rund 72 Meter) und liegt südwestlich der Siedlung Maple Beach.
Innerhalb von Point Roberts befinden sich zwei Ortschaften: Maple Beach an der Ostküste und South Beach im Süden der Halbinsel. Der größte Teil von Point Roberts ist jedoch von Streubesiedelung überzogen.

## Grenzlage

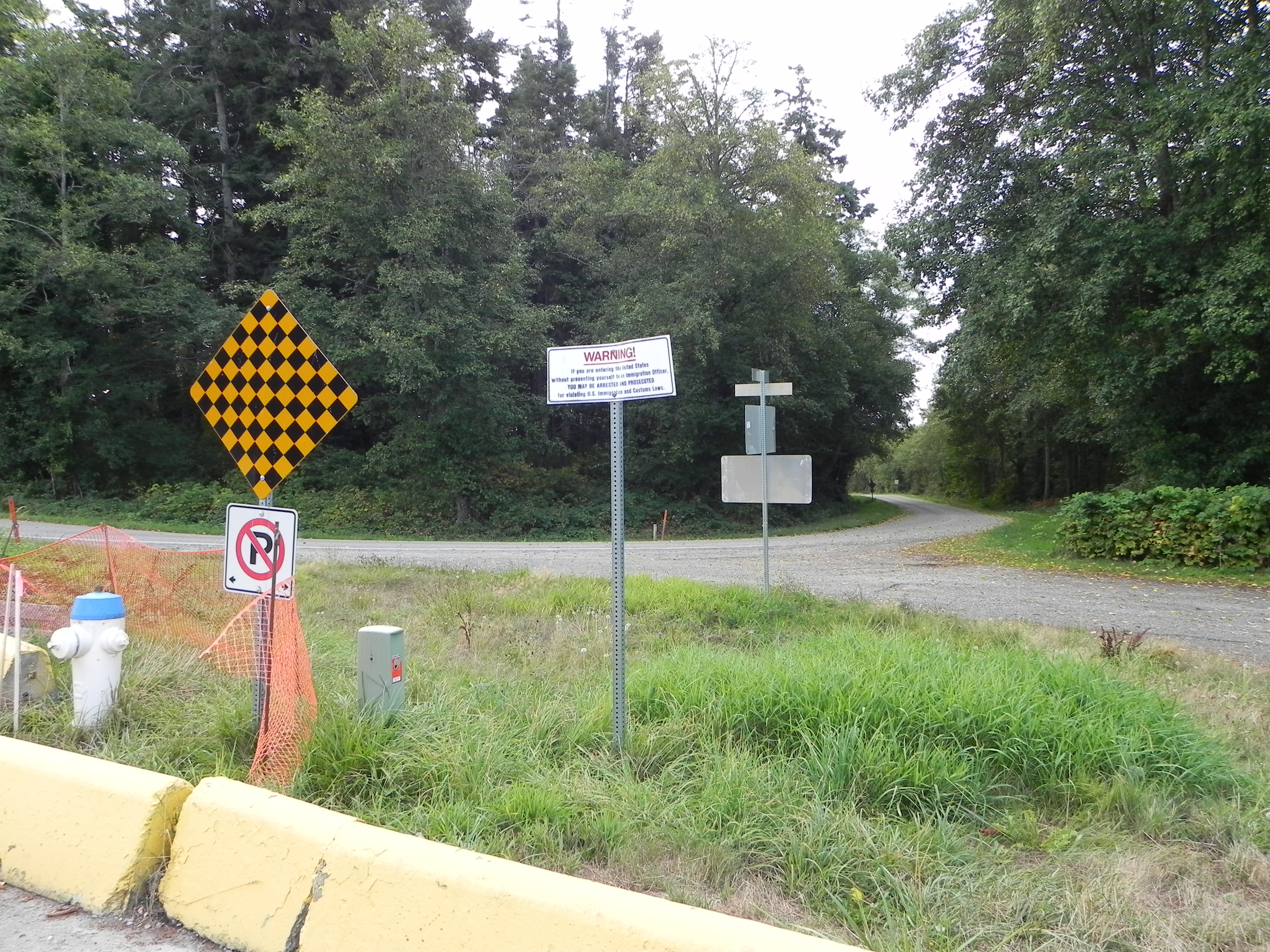
Hinweisschild an der Grenze, das mit Strafe für das Überschreiten außerhalb des offiziellen Grenzübergangs droht

Point Roberts wurde durch den Oregon-Kompromiss (Oregon Treaty) von 1846 zur Exklave. Die Halbinsel gehört geographisch, jedoch nicht politisch, zu Delta in British Columbia.
Die Schließung der Grenze im März 2020 wegen der COVID-19-Pandemie stellte die Exklave vor eine große Herausforderung: Die Bewohner konnten nur noch in speziellen Ausnahmefällen ausreisen, konnten nicht zur Schule, und auch medizinische Behandlung war schwierig. Zudem fehlten der Wirtschaft die kanadischen Touristen, Ausflügler und Kunden, die in den USA günstig Treibstoff und Alkohol kauften. Im August 2020 wurde ein temporärer Fährdienst nach Fairhaven eingerichtet. Im Februar 2021 erließ Kanada Erleichterungen für einreisende Bewohner von Point Roberts.

## Verkehr
Der einzige legale Zugang auf dem Landweg besteht über die 56th Street, die als eine Hauptstraße in Nord-Süd-Richtung durch die kanadische Gemeinde Tsawwassen führt. Südlich des Grenzübergangs führt sie als Tyee Drive zur großen Marina westlich von South Beach. Westlich der Marina existiert eine Landebahn für kleine Flugzeuge.

## Bildung
Schulkinder müssen ab der vierten Schulstufe mit einem Bus durch Kanada nach Blaine fahren (etwa 40 Minuten Fahrzeit), weil Point Roberts nur über eine Primary School (Grundschule) verfügt, wodurch die Schüler vier Mal am Tag die internationale Grenze passieren. Andere besuchen weiterführende Schulen in Kanada.

## Klima
Point Roberts liegt innerhalb einer Niederung, die durch Vancouver Island, die Küstenberge nördlich von Vancouver und die nördliche Kaskadenkette mit Mount Baker gebildet wird. Diese Umstände schaffen die Voraussetzung für ein Mikroklima, das zu den mildesten im Pazifischen Nordwesten gehört. Bei einer durchschnittlichen jährlichen Niederschlagsmenge von etwa 1050 mm hat Point Roberts mehr sonnige Tage als die Umgebung.
|                       | Jan | Feb | Mär | Apr | Mai | Jun | Jul | Aug | Sep | Okt | Nov | Dez |   |      |
| Mittl. Tagesmax. (°C) | 6   | 9   | 11  | 14  | 18  | 21  | 22  | 22  | 19  | 14  | 9   | 6   | ⌀ | 14,3 |
| Mittl. Tagesmin. (°C) | −1  | 0   | 1   | 3   | 6   | 9   | 11  | 11  | 8   | 4   | 2   | −1  | ⌀ | 4,4  |
|                       |     |     |     |     |     |     |     |     |     |     |     |     |   |      |
| Niederschlag (mm)     | 135 | 107 | 92  | 72  | 66  | 54  | 38  | 38  | 49  | 95  | 160 | 147 | Σ | 1053 |

| −1 |

| 0 |

| 1 |

| 3 |

| 6 |

| 9 |

| 11 |

| 11 |

| 8 |

| 4 |

| 2 |

| −1 |

| −1 |

| 0 |

| 1 |

| 3 |

| 6 |

| 9 |

| 11 |

| 11 |

| 8 |

| 4 |

| 2 |

| −1 |

| N i e d e r s c h l a g | 135 | 107 | 92  | 72  | 66  | 54  | 38  | 38  | 49  | 95  | 160 | 147 |
|                         | Jan | Feb | Mär | Apr | Mai | Jun | Jul | Aug | Sep | Okt | Nov | Dez |